# Magallanes y la Antártica Chilena
Magallanes y la Antártica Chilena (Nederlands: Magellaan en Chileens Antarctica) is de zuidelijkste regio van Chili. De regio is de grootste van Chili, maar ook de op een na dunst bevolkte. De regionale hoofdstad is Punta Arenas.
Het gebied bestaat vooral uit steppen, rotsen en ijsgebieden. Het Chileense deel van Vuurland behoort tot deze regio, net als bekende geografische locaties als Kaap Hoorn en Torres del Paine. Het deel van Antarctica waar Chili aanspraak op maakt (Antártica), wordt door de Chilenen ook tot deze regio gerekend. Daarnaast behoren de eilanden Picton, Lennox en Nueva tot deze regio.
Hier bevindt zich ook Nationaal park Torres del Paine.

## Provincies
De regio Magallanes y la Antártica Chilena bestaat uit vier provincies:
- Antártica Chilena
- Magallanes
- Tierra del Fuego
- Última Esperanza

## Gemeenten
De regio Magallanes y la Antártica Chilena bestaat uit elf gemeenten:
- Antártica
- Cabo de Hornos
- Laguna Blanca
- Natales
- Porvenir
- Primavera
- Punta Arenas
- Río Verde
- San Gregorio
- Timaukel
- Torres del Paine